# 賀登崧
賀登崧，（英語：Willem A. Grootaers，1911年5月26日—1999年8月9日），比利時神父、語言學家。

## 生平
賀登崧出生於比利時那慕爾，父親為語言學家，從小受父母的影響即會說法語和荷蘭語。21歲當上傳教士被分配到中國傳教，因此在家鄉受中文的訓練。1939年到中國；先在北京傳道，同時學習漢語的語音學和方言學。1941年到1943年，在大同縣傳道與進行研究。1943－1945年，被日本憲兵隊軟禁在北京一個名為「德勝院」的修道院。1945年被輔仁大學聘為語言學教授。1947年與1948年帶領學生對張家口市、萬全縣、宣化縣等地區的方言做田野調查，發表了數篇有關漢語方言地理學的論文，是當時漢語研究該領域的先驅。
1949年賀登崧因第二次国共内战，奉上級教會之命返回安特衛普。1950年申請赴日本傳教。在日期間同樣進行日語方言的研究，亦將方言地理學導入日本，曾協助日本國立國語研究所製作《日本言語地圖》。1973年至1983年在上智大學任教。1999年死於東京，享年88歲。

## 著作
- ．東京：平凡社，1976年．（日語）
- ．東京：．（日語）
- ．柴田武，譯．東京：筑摩書房，1964年．ASIN B000JAF6UA（日語）
- ．岩田礼、橋爪正子譯．東京：好文出版，1994年．ISBN 978-4872200133（日語）
- ．東京：五月書房，1993年．ISBN 978-4772701853（日語）
- ．柴田武，譯．東京：三省堂，1979年．ASIN B000J8EBOO（日語）